# Cargolux
Cargolux és una línia aèria luxemburguesa dedicada exclusivament al transport de càrrega. Va ser fundada el 4 de març de 1970. El seu centre d'operacions és l'aeroport de Luxemburg.
El capital d'accions es divideix en: Qatar Airways (70,9%) Luxair (10,6%), Air Logistics (10,5%), Luxembourg financial institutions (7,7%) i accionistes (0,3%).
Està situada al 5è lloc mundial en tones/quilòmetre transportades, i és la principal línia aèria de càrrega a Europa i la primera a nivell general en el mencionat continent i igualment, la tercera entre totes les línies aèries del món.
El 2012 Cargolux va tenir ingressos per 21.450 milions de dòlars i va transportar 7.644.613 tones.

## Flota
La flota de Cargolux consta de les següents aeronaus (a setembre de 2015):
| Avions            | Flota | Nou contracte | Notes |
| ----------------- | ----- | ------------- | ----- |
| Boeing 747-400BCF | 2     |               |       |
| Boeing 747-400ERF | 2     |               |       |
| Boeing 747-400F   | 5     | —             |       |
| Boeing 747-8F     | 13    | 1             |       |
| Total             | 22    | 1             |       |

Va ser la primera línia aèria en rebre el nou avió Boeing 747-8F en 2011, en tenir signat un contracte de compra amb la Boeing Aircraft Corporation dels Estats Units dels Estats Units de 10 aeronaus.